# Karl Weber (Filmarchitekt)
Theodor Hermann Karl Weber (* 20. Dezember 1897 in Berlin; † 2. Februar 1965 ebenda) war ein deutscher Filmarchitekt.

## Leben
Weber erhielt eine praktische Ausbildung zum Theatermaler und Bühnenbildner und besuchte mehrere Unterrichtsstätten (Kunstschule, Kunstgewerbeschule, Akademie) in seiner Heimatstadt Berlin. Als Bühnenbildner war er anschließend, seit den frühen 20er Jahren, am Königlichen Theater Berlin sowie am Stadttheater von Brandenburg an der Havel und am Allensteiner Landestheater tätig.
1925 wechselte Weber zum Film. Nach einigen Hilfstätigkeiten (zuletzt 1928 bei Wolga-Wolga) avancierte er kurz vor Anbruch der Tonfilm-Ära zum Chefarchitekten. Ende 1928 wurde er von dem Kollegen Erich Zander für die Ausstattung von Lupu Picks Filmbiografie über Bonapartes letzte Lebensjahre im Exil, Napoleon auf St. Helena, herangezogen.
In den kommenden drei Jahrzehnten war Weber einer der bestbeschäftigten, stets freiberuflich arbeitenden Szenenbildner des reichs- wie bundesdeutschen Kinos, der allerdings nur selten an überdurchschnittlichen Produktionen beteiligt war. Seine Entwürfe, nach dem Krieg oft in Zusammenarbeit mit Franz Schroedter oder Max Mellin umgesetzt, gestalteten Filme zu nahezu sämtlichen im deutschen Film gängigen Genres.

## Filmografie
- 1929: Napoleon auf St. Helena
- 1930: Gigolo
- 1930: Ariane
- 1931: Opernredoute
- 1932: Der Orlow
- 1932: Abenteuer im Engadin
- 1932: Der träumende Mund
- 1933: Spione am Werk
- 1933: Der Jäger aus Kurpfalz
- 1934: Musik im Blut
- 1934: Ein Kind, ein Hund, ein Vagabund
- 1934: Peter, Paul und Nanette
- 1934: Der alte und der junge König
- 1935: Nacht der Verwandlung
- 1935: Vergiß mein nicht
- 1935: Familienparade
- 1936: Martha
- 1936: Der Bettelstudent
- 1936: Drei Mäderl um Schubert
- 1936: Intermezzo
- 1936: Das Hofkonzert
- 1937: Versprich mir nichts
- 1937: Signal in der Nacht
- 1937: Die kleine und die große Liebe
- 1938: Yvette
- 1938: Ich liebe Dich
- 1938: Rote Orchideen
- 1938: Zwei Frauen
- 1938: Verliebtes Abenteuer
- 1939: Schneider Wibbel
- 1939: Nanette
- 1939: Der Weg zu Isabell
- 1940: Casanova heiratet
- 1940: Der liebe Augustin
- 1940: Unser Fräulein Doktor
- 1941: Viel Lärm um Nixi
- 1942: Wien 1910
- 1943: Großstadtmelodie
- 1944: Leuchtende Schatten (unvollendet)
- 1944/50: Verlobte Leute
- 1951: Der Verlorene
- 1952: Heimweh nach Dir
- 1952: Der fröhliche Weinberg
- 1953: Südliche Nächte
- 1953: Schlagerparade
- 1954: Rosen aus dem Süden
- 1954: Clivia
- 1954: Schützenliesel
- 1955: Die Mädels vom Immenhof
- 1955: Die Försterbuben
- 1956: Wenn wir alle Engel wären
- 1957: Frauenarzt Dr. Bertram
- 1957: Junger Mann, der alles kann
- 1958: Blitzmädels an die Front
- 1958: Meine 99 Bräute
- 1959: Du bist wunderbar
- 1960: Ein Student ging vorbei
- 1960: Der Held meiner Träume